# Gigliola de Carrara
Gigliola de Carrara (1382 – 1416) foi uma nobre italiana. Ela foi marquesa de Ferrara como a primeira esposa de Nicolau III d'Este.

## Família
Gigliola foi a única filha e segunda criança nascida de Francisco Novello de Carrara (ou Francisco II), Senhor de Pádua, e de Tadeia d'Este. A família Carrara era de origem lombarda.
Os seus avós paternos eram Francisco I de Carrara e Fina Buzzacavini. Os seus avós maternos eram Nicolau II d'Este e Verde della Scala.
Ela teve seis irmãos, entre eles: Francisco III de Carrara, um condotiero, marido de Alda Gonzaga, Marsílio, também condotiero, Valburga, freira em Pádua, etc.

## Biografia
Em 1397, quando tinha por volta de 15 anos, Gigliola se casou com o seu primo, Nicolau III, de cerca de 14 anos, filho de Alberto V d'Este e de Isotta Albaresani. O casamento entre os dois foi acompanhado pelas inúmeros amantes do marquês, e rodeado dos numerosos descendentes ilegítimos que nasceram delas.
Em 8 de setembro de 1399, no dia da Natividade de Nossa Senhora, as procissões do movimento religioso conhecido como Bianchi começaram. Naquele dia, o marquês e a marquesa de Ferrara, o bispo de Ferrara, e o Patriarca de Jerusalém, além de vários nobres e cortesãos, todo o clero, e uma grande variedade de pessoas foram para o Parque Este de Belfiore, onde o bispo de Módena, fez sua pregração.
Gigliola não teve filhos com o marido – talvez por ser estéril – e o casamento não foi feliz. Ela faleceu em 1416, quando tinha aproximadamente 34 anos de idade.
Após a sua morte, Nicolau se casou mais duas vezes, com Parisina Malatesta, e, depois, com Ricarda de Saluzzo.